# Львовский государственный университет физической культуры
Льво́вский госуда́рственный университе́т физи́ческой культу́ры имени Ивана Боберского  (укр. Львівський державний університет фізичної культури) — высшее учебное заведение IV уровня аккредитации,  расположенное во Львове. Основан в первые послевоенные годы, первоначально как техникум физической культуры.
Ведущее физкультурное, спортивное учебное заведение Украины. Готовит преподавателей физического воспитания, тренеров по видам спорта, организаторов массового спорта и туризма, директоров спортивных школ, руководителей спортивных обществ и ведомств. Ежегодно в нём обучается  более 2 000 студентов.

## История
Выпускниками Львовского ГУФК являются более 120 заслуженных тренеров СССР, Украины и других стран. Среди них - выдающиеся спортивные наставники:  В.А.Андриевский, Н.А.Калиниченко, Д.И.Оббариус, Ф.С.Кота, М.С.Герцик, А.И.Речкеман, И.А.Тер-Ованесян, М.Б.Маркевич, О.П.Сазонов, Г.Н.Пинский, Л.А.Матюшенко,  и многие другие.  Львовский ГУФК всегда являлся крупным центром спортивной науки. Среди его выпускников - выдающиеся  деятели теории и методики спорта высших достижений - профессора, доктора педагогических наук: В.М.Зациорский, В.С.Келлер, С.М.Вайцеховский и другие.
В стенах ЛГУФК воспитано более 300 чемпионов и призеров Чемпионатов мира, Европы и Олимпийских игр, 27 заслуженных мастеров спорта, свыше 130 мастеров спорта международного класса.
Среди известнейших выпускников — Виктор Чукарин, Павел Леднёв, Георгий Прокопенко, Евгений Череповский, Василий Станкович, Михаил Сливинский, Игорь Кульчицкий, Лев Броварский, Ростислав Поточняк, Богдан Макуц, Анатолий Строкатов, Василий Иванчук, Вадим Тищенко, Андрей Баль,  Андрей Гусин,  Артур Айвазян, Александр Петрив, Вадим Резников, Яна Шемякина, Александр Усик и другие.

## Структура

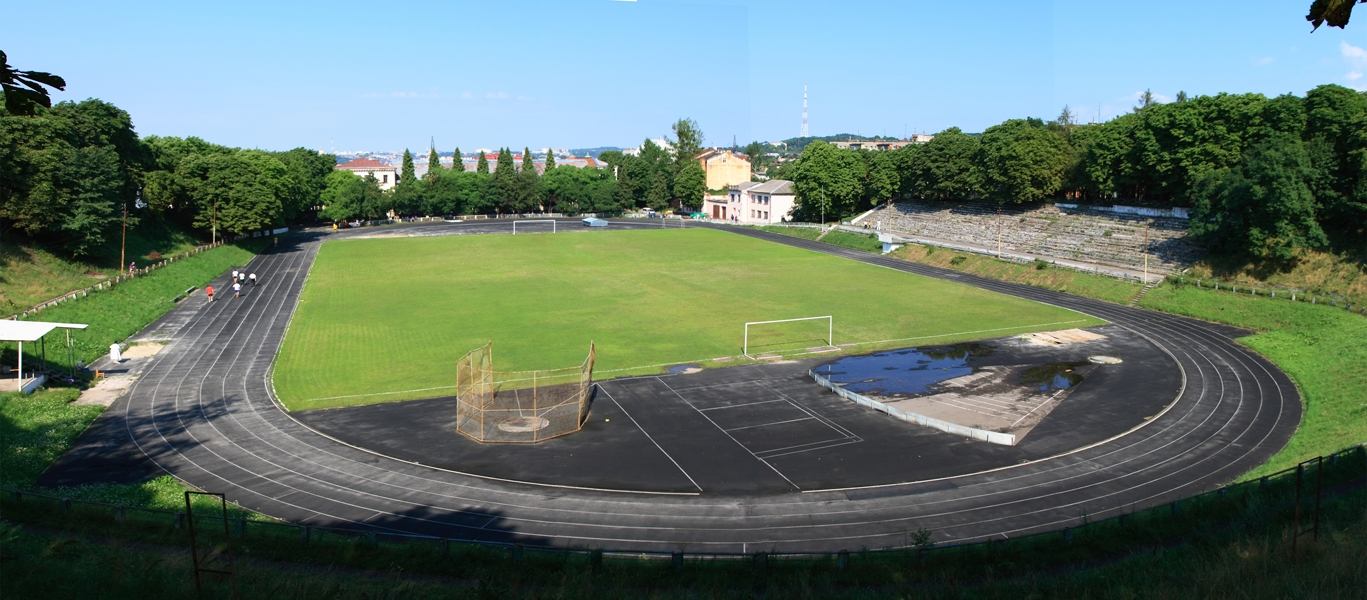
Стадион СКИФ до реконструкции, принадлежащий львовскому инфизу; район улицы Лычаковской

- Кафедра теории и методики физического воспитания
- Кафедра теоретико-методических основ спорта
- Кафедра рекреации и оздоровительной физической культуры
- Кафедра физической реабилитации
- Кафедра анатомии и физиологии
- Кафедра биохимии и гигиены
- Кафедра валеологии и спортивной медицины
- Кафедра спортивных игр
- Кафедра футбола
- Кафедра легкой атлетики
- Кафедра атлетических видов спорта
- Кафедра зимних видов спорта
- Кафедра водных видов спорта
- Кафедра фехтования, бокса и национальных одноборств
- Кафедра гимнастики и хореографии
- Кафедра стрельбы и технических видов спорта
- Кафедра туризма
- Кафедра экономики, информатики и кинезиологии
- Кафедра педагогики и психологии
- Кафедра гуманитарных дисциплин
- Кафедра иностранных языков